# Wetter (Hessen)
Wetter is een gemeente in de Duitse deelstaat Hessen, en maakt deel uit van de Landkreis Marburg-Biedenkopf.
Wetter telt 8.841 inwoners.

## Plaatsen in de gemeente Wetter
- Amönau
- Mellnau
- Niederwetter
- Oberndorf
- Oberrosphe
- Todenhausen
- Treisbach
- Unterrosphe
- Warzenbach
- Wetter

## Gemeenteverbroedering
- Wetter (Hessen) is verbroederd met de stad Oostrozebeke in België.

Amöneburg ·
Angelburg ·
Bad Endbach ·
Biedenkopf ·
Breidenbach ·
Cölbe ·
Dautphetal ·
Ebsdorfergrund ·
Fronhausen ·
Gladenbach ·
Kirchhain ·
Lahntal ·
Lohra ·
Marburg ·
Münchhausen ·
Neustadt (Hessen) ·
Rauschenberg ·
Stadtallendorf ·
Steffenberg ·
Weimar (Lahn) ·
Wetter (Hessen) ·
Wohratal